# Cyclacanthia mzimayiensis
Cyclacanthia mzimayiensis är en svampdjursart som beskrevs av Samaai,Govender och Kelly 2004. Cyclacanthia mzimayiensis ingår i släktet Cyclacanthia och familjen Latrunculiidae. Inga underarter finns listade i Catalogue of Life.